# Einkabeltechnologie
Die Einkabeltechnologie bezeichnet ein spezielles Verkabelungsverfahren zwischen Servomotor und Servoumrichter. Die elektrische Energie für den Antrieb des Motors und die Datenpakete für die Steuerung werden dabei über ein gemeinsames Kabel übertragen, wovon sich der Name ableitet. 
Die Datenübertragung zwischen Antriebsregler und Motor erfolgt digital. Digitale Signale sind weniger störanfällig als die analoge Datenübertragung und ermöglichen so eine schnellere Kommunikation.

## Funktionsweise
Bei der Einkabeltechnologie handelt es sich um eine rein digitale Schnittstelle, die mit nur zwei Adern auskommt. Als Kabel kommen zunehmend Hybridleitungen zum Einsatz, bei denen die Servo- und die Leitung des Drehgebers miteinander verschmelzen: Sowohl Leistung als auch Daten werden über eine gemeinsame Leitung übertragen. Neben einer besonderen Kabelschirmung sorgen spezielle Verfahren und die Verwendung von Pulstransformatoren dafür, dass das Gebersignal von den Störungen auf dem Motorleistungskabel entkoppelt und störungsfrei übertragen wird.
Durch die Einkabeltechnologie kann in Produktionsumgebungen sowohl die Anzahl der Komponenten als auch der Verkabelungsaufwand reduziert werden, da nur noch die Hälfte der Verkabelung anfällt. Es entfällt der bislang erforderliche Geber-Kabelsatz einschließlich seiner Verlegung. Zudem verringert sich der Platzbedarf für Energieführungsketten in der Maschine: Der Kabelschlepp wird deutlich kleiner. Auch Kabeldurchführungen und Leitungen im Schaltschrank benötigen weniger Platz und sparen dadurch Kosten. Des Weiteren halbiert sich die Zahl der verbundenen Schnittstellen und reduziert so den Wartungsaufwand.

## Weiterentwicklung
Auf den Markt kam die Einkabeltechnologie 2011 in Varianten verschiedener Anbieter, z. B. unter dem Namen Hiperface DSL. 2017 hat der Anbieter von Hiperface DSL, Sick Stegmann, die ehemals proprietäre digitale Schnittstelle Hiperface DSL nun als universale Schnittstelle geöffnet, d. h. sie kann systemunabhängig von Motorenherstellern eingesetzt werden.
Weitere Anbieter von Einkabellösungen sind z. B. die Unternehmen Hengstler, Kübler und Baumer.